# Sandeep Pulusani
Sandeep R. „Deep“ Pulusani (* 26. Juli 1988) ist ein professioneller US-amerikanischer Pokerspieler. Er ist zweifacher Braceletgewinner der World Series of Poker.

## Persönliches
Pulusani stammt aus Huntsville im US-Bundesstaat Alabama. Er studierte Finanzwissenschaften und Psychologie an der University of Texas at Austin. Neben seiner Pokerkarriere ist der Amerikaner als Softwareentwickler tätig und lebt in Los Angeles.

## Pokerkarriere

### Werdegang
Seine ersten Geldplatzierungen bei Live-Pokerturnieren erzielte Pulusani im Juni 2011 bei der World Series of Poker (WSOP) im Rio All-Suite Hotel and Casino in Paradise am Las Vegas Strip. Dort kam er bei drei Turnieren der Variante No Limit Hold’em in die Geldränge. Mitte Januar 2012 gewann er bei der Aussie Millions Poker Championship in Melbourne sein erstes Live-Turnier und erhielt eine Siegprämie von 37.500 Australischen Dollar. Bei der WSOP 2012 erzielte der Amerikaner vier Geldplatzierungen, u. a. erstmals beim Main Event. Ende Juni 2013 entschied er ein Turnier der WSOP 2013 in No Limit Hold’em für sich und wurde mit einem Bracelet und dem Hauptpreis von knapp 600.000 US-Dollar prämiert. Bei der WSOP 2018 erreichte Pulusani einen Finaltisch in Pot Limit Omaha und beendete diesen auf dem mit mehr als 40.000 US-Dollar dotierten vierten Platz. Beim Bay 101 Shooting Star in San José, Kalifornien, gewann er im März 2019 das Main Event mit einer Siegprämie von über 350.000 US-Dollar. Anfang Juli 2021 belegte der Amerikaner bei den Wynn Millions im Wynn Las Vegas den 16. Rang und sicherte sich über 110.000 US-Dollar. Bei der WSOP 2022, die erstmals im Bally’s Las Vegas und Paris Las Vegas ausgespielt wurde, setzte er sich bei einem Event mit gemischten Varianten aus No Limit Hold’em und Pot Limit Omaha durch und erhielt knapp 280.000 US-Dollar sowie sein zweites Bracelet.
Insgesamt hat sich Pulusani mit Poker bei Live-Turnieren knapp 2 Millionen US-Dollar erspielt.

### Braceletübersicht
Pulusani kam bei der WSOP 37-mal ins Geld und gewann zwei Bracelets:
| Jahr | Buy-in (in $) | Turnier                                            | Teilnehmer | Preisgeld (in $) |
| ---- | ------------- | -------------------------------------------------- | ---------- | ---------------- |
| 2013 | 3000          | No-Limit Hold’em                                   | 1072       | 592.684          |
| 2022 | 1500          | Mixed No-Limit Hold’em; Pot-Limit Omaha (8-Handed) | 1234       | 277.949          |